# Niclas Nylén
Paul Arne Niclas Nylén, tidigare Larsson, född 21 mars 1966 i Möllevångens församling, Malmö, är en svensk före detta fotbollsspelare. Han spelade både som yttermittfältare och försvarare. 
Niclas Nylén spelade i Malmö FF mellan 1987 och 1996 dit han kom från BK Olympic där han spelade från sju års ålder. När han var 17 år var han nio månader i serbiska FK Vojvodina i staden Novi Sad, och spelade tre matcher i A-laget (en i ligan och två i cupen). Debuten i allsvenskan för Malmö FF blev ett inhopp mot GIF Sundsvall 9 augusti 1987. Nylén blev seriesegrare i Malmö FF (1987, 1988, 1989) och var med och vann SM-guld 1988. 1989 blev han även svensk cupmästare. 
Nylén spelade åtta A-landskamper 1989–1990 och var med i den svenska VM-truppen 1990. När Nylén debuterade i landslaget gjorde han det avgörande 2-1 målet på övertid, när han kom in som avbytare i VM-kval matchen mot Polen på Råsunda 7 maj 1989. Det blev ytterligare fem landskamper under 1989. Tre vänskapslandskamper samt den sista viktiga sista kvalmatchen mot Polen, där han hoppade in i den 70 minuten då Sverige vann med 2-0 och blev klara för VM i Italien 1990. Det blev ytterligare två vänskapslandskamper innan han fick åka med VM-truppen till Italien. Där blev det ingen speltid, och inga fler landskamper.
Den 1 augusti 1996 spelade Nylén sin sista allsvenska match för Malmö FF. Lagkaptenen Nylén ledde laget till en 2-0-seger mot Djurgården på Malmö Stadion. Han spelade därefter i Stuttgarter Kickers, Cosenza, Dalian Shide, Halmstads BK och VfB Leipzig. Nylén avslutade karriären i Höllviken. År 2013 tränade han Brantevik/Rörum på Österlen.